# 八丁蜻蜓
八丁蜻蜓，又名侏紅小蜻，是蜻蜓科紅小蜻屬的一種蜻蜓。原產於東南亞、中國與日本，有時也在澳洲被發現。
八丁蜻蜓是最小的蜻蜓。其展翅寬度僅2公分，後翅基部呈黃色是易於識別的特徵。

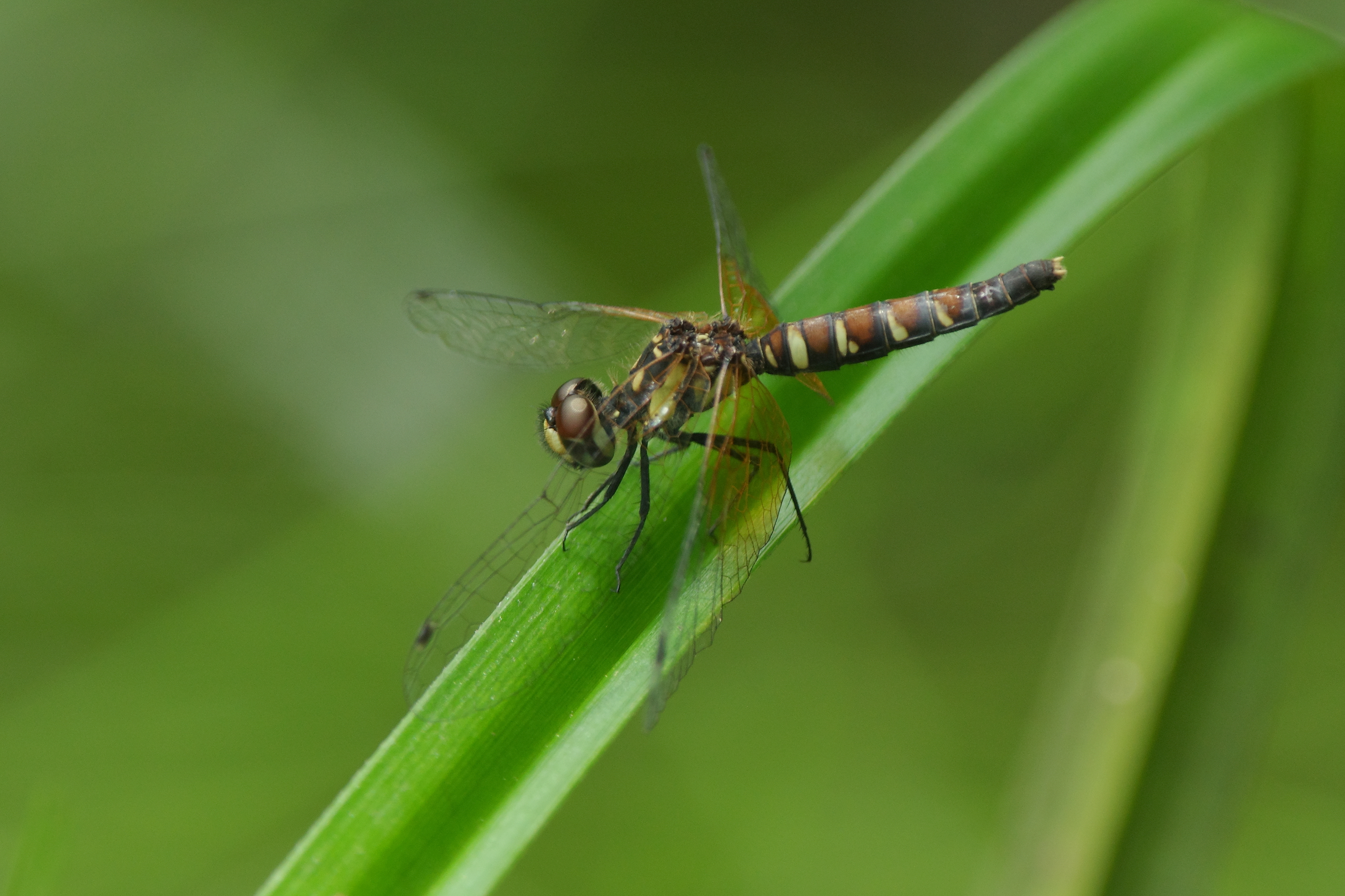
Scarlet dwarf (female)

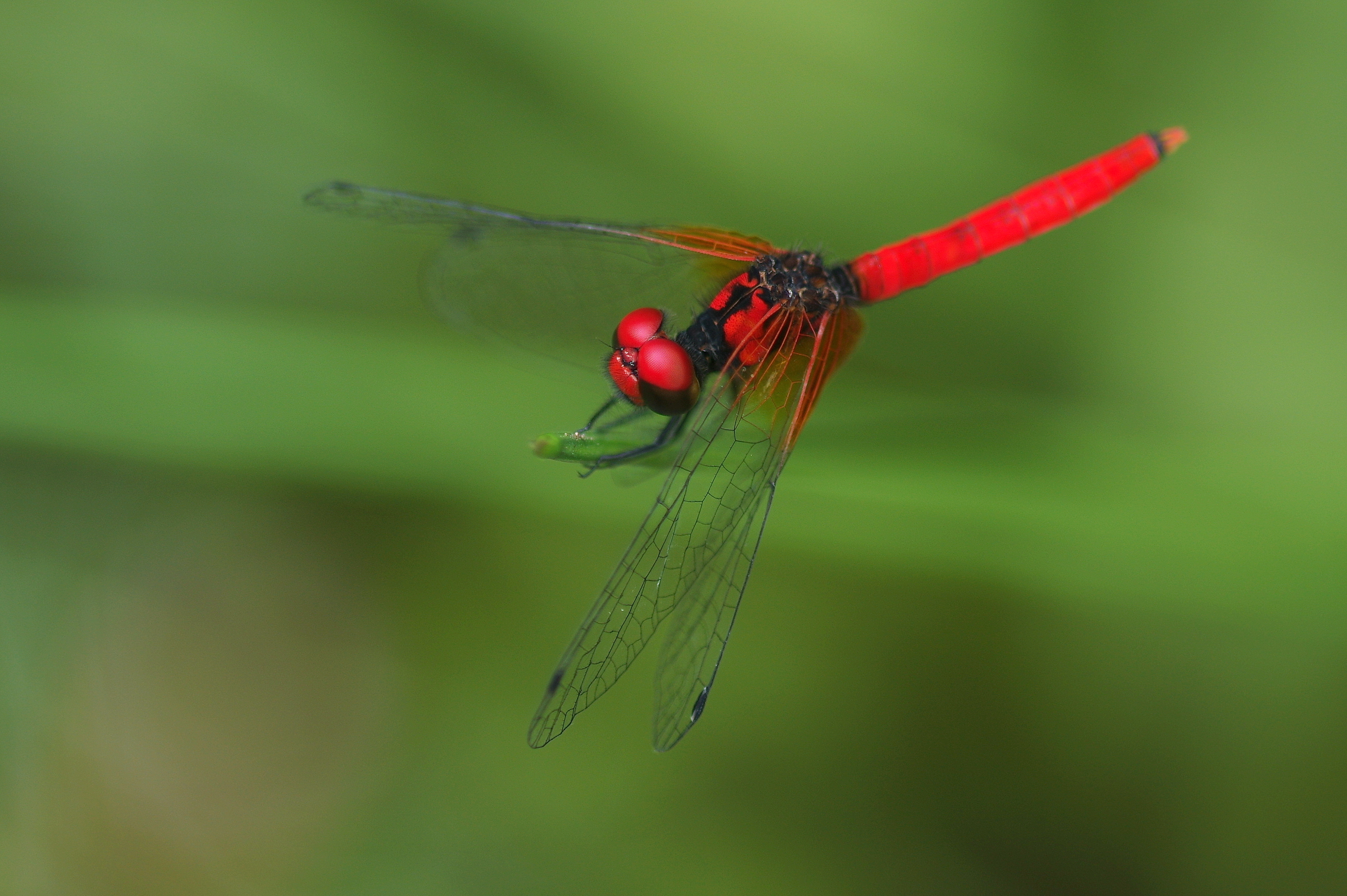
Scarlet dwarf (male)

## 外部連結
- Scarlet Dwarf（页面存档备份，存于） at ARCBC
- Northern Pygmyfly（页面存档备份，存于） at CSIRO
- Scarlet Dwarf at bjbug.com